# Vineuil (Indre)
Vineuil * miejscowość i gmina we Francji, w Regionie Centralnym, w departamencie Indre.
Według danych z 1990 r. gminę zamieszkiwały 1133 osoby, a gęstość zaludnienia wynosiła 26 osób/km² (wśród 1842 gmin Regionu Centralnego Vineuil plasuje się na 346. miejscu pod względem liczby ludności, natomiast pod względem powierzchni na miejscu 134.).